# Кубок Молдови з футболу 1999—2000
Кубок Молдови з футболу 1999–2000 — 9-й розіграш кубкового футбольного турніру в Молдові. Титул вдруге здобув Конструктурул (Кишинів).

## 1/8 фіналу
| Команда 1                  | Заг.    | Команда 2                      | 1-й матч | 2-й матч |
| -------------------------- | ------- | ------------------------------ | -------- | -------- |
| 20 жовтня/3 листопада 1999 |         |                                |          |          |
| Конструктурул (Кишинів)    | 10:1    | Інтерспорт (Кишинів) (2)       | 9:1      | 1:0      |
| Тилігул                    | 3:2     | Хайдук-Спортинг (Хинчешти) (2) | 1:2      | 2:0      |
| Енергетик (Дубоссари)      | 2:7     | Олімпія (Бєльці)               | 0:2      | 2:5      |
| Агро (Кишинів)             | 1:1 (ч) | Ністру-Уніспорт (Атаки)        | 1:1      | 0:0      |
| Петрокуб-Спікул (2)        | 1:6     | Зімбру                         | 1:2      | 0:4      |
| Молдова-Газ                | 11:2    | Кіцкани (3)                    | 7:1      | 4:1      |
| Уніспорт (2)               | 2:1     | Рома (Бєльці)                  | 1:1      | 1:0      |
| Кіментул (Рибниця) (2)     | 1:12    | Шериф                          | 0:3      | 1:9      |

## 1/4 фіналу
| Команда 1                | Заг.    | Команда 2        | 1-й матч | 2-й матч |
| ------------------------ | ------- | ---------------- | -------- | -------- |
| 15 березня/5 квітня 2000 |         |                  |          |          |
| Конструктурул (Кишинів)  | 3:2     | Олімпія (Бєльці) | 3:0      | 0:2      |
| Ністру-Уніспорт (Атаки)  | 3:1     | Тилігул          | 1:0      | 2:1      |
| Молдова-Газ              | 1:1 (ч) | Шериф            | 0:0      | 1:1      |
| Зімбру                   | 13:0    | Уніспорт (2)     | 10:0     | 3:0      |

## 1/2 фіналу
| Команда 1               | Заг. | Команда 2               | 1-й матч | 2-й матч |
| ----------------------- | ---- | ----------------------- | -------- | -------- |
| 19 квітня/3 травня 2000 |      |                         |          |          |
| Ністру-Уніспорт (Атаки) | 1:4  | Зімбру                  | 0:3      | 1:1      |
| Молдова-Газ             | 1:6  | Конструктурул (Кишинів) | 1:2      | 0:4      |

## Фінал
| 24 травня 2000 |

| Конструктурул (Кишинів) | 1:0      | Зімбру |
| ----------------------- | -------- | ------ |
| Бойченко 90'            | Протокол |        |

| Республіканський стадіон, Кишинів Глядачів: 7 500 Арбітр: Володимир Антонов |